# Liste von Keyboardern
Liste von Keyboardern aus dem Rock/Pop-Bereich.

## A
- Don Airey (* 1948)
- Gregg Allman (1947–2017)
- Rod Argent (* 1945)
- Tihomir Pop Asanović (* 1948)
- Tony Ashton (1946–2001)
- Brian Auger (* 1939)

## B
- Tony Banks (* 1950)
- Peter Bardens (1944–2002)
- Matthew Bellamy (* 1978)
- Ingo Bischof (1951–2019)
- Roy Bittan (* 1949)
- Roddy Bottum (* 1963)
- Andy Bown (* 1946)
- André Brasseur (* 1939)
- David Bryan (* 1962)
- Matthias Bublath (* 1978)
- John Bundrick (* 1948)

## C
- Jonathan Cain (* 1950)
- Tony Carey (* 1953)
- Jon Carin (* 1964)
- Paul Carrack (* 1951)
- Felix Cavaliere (* 1942)
- Jeff Chimenti (* 1968)
- Jerry Corbetta (1947–2016)
- Tom Coster (* 1941)
- Vincent Crane (1943–1989)
- Burton Cummings (* 1947)

## D
- Rick Davies (* 1944)
- Barbara Dennerlein (* 1964)
- Dennis DeYoung (* 1947)
- Travis Dickerson
- Thomas Dolby (* 1958)
- Neal Doughty (* 1947)
- Geoff Downes (* 1952)
- Tyrone Downie (1956–2022)
- George Duke (1946–2013)

## E
- Ricky Echolette (* 1958)
- Spike Edney (* 1951)
- Keith Emerson (1944–2016)
- Brian Eno (* 1948)
- John Evan (* 1948)
- Tommy Eyre (1949–2001)

## F
- Donald Fagen (* 1948)
- Dieter Falk (* 1959)
- Eric Drew Feldman (* 1955)
- Mike Finnigan (1945–2021)
- Matthew Fisher (* 1946)
- Morgan Fisher (* 1950)
- Alan Fitzgerald (* 1949)
- Andrew Fletcher (1961–2022)
- Brandon Flowers (* 1981)
- Jason Freese (* 1975)

## G
- Mick Gallagher (* 1945)
- Mike Garson (* 1945)
- Keith Godchaux (1948–1980)
- Barry Goldberg (1942–2025)
- Marco Grasshoff (AngelInc)
- David Greenfield (* 1949)
- Jimmy Greenspoon (1948–2015)
- Al Greenwood (* 1951)

## H
- Wendy Haas (* 1949)
- Paul Halley (* 1952)
- Jan Hammer (* 1948)
- Mike Harrison (1942–2018)
- Greg Hawkes (* 1952)
- Isaac Hayes (1942–2008)
- Zeus B. Held (* 1950)
- Ken Hensley (1945–2020)
- John Hermann (Widespread Panic)
- Jasper van’t Hof (* 1947)
- Jools Holland (* 1958)
- Tuomas Holopainen (* 1976)
- Adam Holzman (* 1958)
- Nicky Hopkins (1944–1994)
- Simon House (1948–2025)
- Garth Hudson (1937–2025)
- Rob Hyman (* 1950)
- Tony Hymas (* 1943)

## I
- Doug Ingle (1945–2024)

## J
- Bob James (* 1939)
- Eddie Jobson (* 1955)
- Billy Joel (* 1949)
- Jens Johansen (* 1952)
- Elton John (* 1947)
- Booker T. Jones (* 1944)
- Howard Jones (* 1955)
- John Paul Jones (* 1946)
- Bradley Joseph (* 1965)

## K
- Volker Kahrs (1951–2008)
- Gregg Karukas (* 1961)
- Tony Kaye (* 1946)
- Mark Kelly (* 1961)
- Larry Knechtel (1940–2009)
- Al Kooper (* 1944)
- Lutz Krajenski (* 1972)
- Jean-Jacques Kravetz (* 1947)

## L
- Franz Lambert (* 1948)
- Robert Lamm (* 1944)
- Allen Lanier (1946–2013)
- T Lavitz (1956–2010)
- Chuck Leavell (* 1952)
- Geddy Lee (* 1953)
- Thijs van Leer (* 1948)
- Rick van der Linden (1946–2006)
- Kerry Livgren (* 1949)
- Bernhard Lloyd (* 1960)
- Jon Lord (1941–2012)
- Christian Lorenz (* 1966)

## M
- Tony MacAlpine (* 1960)
- Michael MacNeil (* 1958)
- Ralf Mähnhöfer (* 1955; Cem Karaca, Anatology, Angela Brown, De Schlapphööt u. v. a.)
- Mambo Kurt (* 1967)
- Mark Mancina (* 1957)
- Manfred Mann (* 1940)
- Ray Manzarek (1939–2013)
- John Mayall (1933–2024)
- Bob Mayo (1951–2004)
- Page McConnell (* 1963)
- Ian McDonald (1946–2022)
- Michael McDonald (* 1952)
- Goldy McJohn (1945–2017)
- Hugh McKenna (The Sensational Alex Harvey Band)
- Ron McKernan (1945–1973)
- Ian McLagan (1945–2014)
- John Medeski (* 1965)
- Frank Mertens (* 1961)
- Carsten Meyer (* 1972)
- Lee Michaels (* 1945)
- Max Middleton (* 1946)
- Amos Milburn (1927–1980)
- Steve Miller (1943–1998)
- Kerry Minnear (* 1948)
- Zoot Money (1942–2024)
- Kevin Moore (* 1967)
- Patrick Moraz (* 1948)
- Brent Mydland (1952–1990)

## N
- Art Neville (1937–2019)
- Steve Nieve (* 1958)
- John Novello (Niacin)

## O
- Roger O’Donnell (* 1955)
- Jamie Oliver (Lostprophets)

## P
- David Paich (* 1954)
- Alan Pasqua (* 1952)
- Bill Payne (* 1949)
- Geoffrey Peacey (Lake)
- Leena Peisa (* 1979)
- Detlef Petersen (* 1950)
- Greg Phillinganes (* 1956)
- Mike Pinder (1941–2024)
- Michael Pinnella (* 1969)
- David Plüss (* 1957)
- Steve Porcaro (* 1957)
- Billy Powell (1952–2009)
- Roger Powell (* 1949)
- Billy Preston (1946–2006)
- Alan Price (* 1942)

## R
- Mike Ratledge (1943–2025)
- Allen Ravenstine (* 1950)
- Paul Raymond (1945–2019)
- Dizzy Reed (* 1963)
- Dieter Reith (1938–2020)
- Trent Reznor (* 1965)
- Nick Rhodes (* 1962)
- Mark Robertson (Cairo)
- Gregg Rolie (* 1947)
- David Rosenthal (* 1961)
- Jordan Rudess (* 1956)
- Leon Russell (1942–2016)
- Jean-Philippe Rykiel (* 1961)

## S
- David Sancious (* 1953)
- Irmin Schmidt (* 1937)
- Tom Schuman (* 1958)
- Derek Sherinian (* 1966)
- Mike Shinoda (* 1977)
- Claudio Simonetti (* 1952)
- Dick Sims (1951–2011)
- Jens Skwirblies (* 1965)
- Jimmy Smith (1928–2005)
- Dr. Lonnie Smith (1942–2021)
- Ethel Smith (1902–1996)
- Bobby Sparks (* 1973)
- Chris Stainton (* 1944)
- Mark Stein (* 1947)

## T
- Richard Tandy (1948–2024)
- Richard Tee (1943–1993)
- Benmont Tench (* 1953)
- Chester D. Thompson (Tower of Power; Santana)
- Keith Tippett (1947–2020)

## U
- Ian Underwood (* 1939)

## V
- Vangelis (1943–2022)

## W
- Rick Wakeman (* 1949)
- Steve Walsh (* 1951)
- Bobby Whitlock (1948–2025)
- Paul Wickens (* 1956)
- Carlo de Wijs (D’Wys)
- Jai Winding
- Edgar Winter (* 1946)
- Steve Winwood (* 1948)
- Janne Wirman (* 1979)
- Bernhard Wittmann (* 1964)
- Peter Wolf (* 1952)
- Stevie Wonder (* 1950)
- Bernie Worrell (1944–2016)
- Woolly Wolstenholme (1947–2010)
- Gary Wright (1943–2023)
- Rick Wright (1943–2008)
- Klaus Wunderlich (1931–1997)

## Y
- Larry Young (1940–1978)

## Z
- Allan Zavod (1945–2016)
- Joe Zawinul (1932–2007)